# Rio Moldava
O Moldava (em alemão Moldau, em checo Vltava) é um rio da parte ocidental da Chéquia (Tchéquia). Nasce nos bosques montanhosos da Boémia e é afluente do rio Elba. É o rio de maior extensão do país, percorrendo um total de 430,3 km. 
O rio Moldava passa pela cidade de Praga; na cidade, 18 pontes atravessam o Moldava, incluída a famosa Ponte Carlos.
Em vários trechos do percurso do Moldava, estão construídas represas para aproveitamento hidrelétrico.